# Elección para gobernador de Alabama de 2010
La elección para gobernador de Alabama de 2010 se realizó el 2 de noviembre de 2010 para escoger al Gobernador de Alabama. Las elecciones primarias se celebraron el 1 de junio de 2010. Robert J. Bentley del partido Republicano resultó vencedor en las elecciones.